# Richmond-Range-Nationalpark
Der Richmond-Range-Nationalpark ist ein Nationalpark im Nordosten des australischen Bundesstaates New South Wales, 605 km nördlich von Sydney und rund 60 km westlich von Lismore.
Der Bruxner Highway trennt ihn vom Mallanganee-Nationalpark im Süden. Beide Nationalparks liegen auf der Richmond Range. Im Norden schließt der Toonumbar-Nationalpark an.
Im Nationalpark finden sich Eukalyptus- und Gondwana-Regenwälder, die Lebensraum für viele seltene Tiere und Pflanzen bieten. Einer der selteneren Eukalyptusbäume ist der Spotted Gum. 
Früher wurde das Land vom Aboriginesstamm der Githabul bewohnt. Mit ihnen konnte ein Nutzungsvertrag zur Errichtung des Nationalparks abgeschlossen werden. Sie sind an der Verwaltung des Parks beteiligt.